# Качарево
Качарево је градско насеље у граду Панчеву, у Војводини. Према попису из 2022. било је 6.346 становника.

## Историја
На месту данашњег Качарева, 1791. године је, према војним плановима, изградио цар Леополд II и у тадашње нове куће преселио је Немце, који су се почели досељавати 1792. године. Досељеници су били евангелисти, пореклом из Виртемберга, и назвали су село Franzfeld, по аустријском цару Францу II. Године 1921. 97,7% становништва чинили су Немци. Од 1924. године до почетка Другог светског рата, место је носило име Краљевићево.
За време окупације 1941—1944, локалне немачке власти су вратиле име Францфелд. За време борби за ослобођење земље, једна совјетска оклопна јединица је 4. октобра 1944. године ушла у село. Два дана после доласка Совјета оснива се први народноослободилачки одбор, са задатком да обезбеди државне зграде и куће Немаца. У новембру месецу 1944. године, формирана је војна станица која је преузела сву власт у селу. Војска је од све земље у атару формирала пољопривредно добро, а покретну имовину је ставила под управу народног одбора. У априлу 1945. године, по наређењу војне станице, сво немачко становништво је смештено у логор на крају села. Војна станица је почела да врши припреме за долазак колониста. Конфисковала је сву немачку имовину и сместила у неколико магацина у селу, да би се када колонисти дођу та имовина њима поделила. Касније је село добило своје данашње име по народном хероју Светозару Качару (1914—1944). Светозарова мајка је колонизована из Босне у Качарево.
По попису из 2011. године, већину становника села чине Срби који су се доселили из Босне, Баније, Лике и Далмације.  Македонци чине 20% становништва, који су већином досељени из Поречја. Године 1971, Македонци су чинили 41% становништва.
Од 1989. године у Качареву се сваке године, у Хали спортова, одржава сланинијада. Године 2019. је одржана по 32. пут.

### Црква
Српска православна црквена општина у Качареву је формирана 1980. године. Пошто локацију у центру села није било могуће добити,донета је одлука да се у Качареву, у улици 4. октобра 43 купи плац за изградњу цркве. Благословом тадашњег епископа банатског Амфилохија, од 1985. године, служба се одвија у делу постојеће куће на локацији. За време службовања оца Мирослава Вујића, тадашњег пароха качаревачког, потекла је иницијатива за изградњу храма који ће бити посвећен Светој браћи Ћирилу и Методију. Епископ Амфилохије је 1989. године осветио темеље будућег храма, а наредне године је започета је изградња храма по пројекту архитекте Предрага Ристића, која је трајала пуних 15 година. Епископ банатски Никанор и епископ сремски Василије су 4. септембра 2005. године освештали новоподигнути храм и том приликом положили мошти Светог Саве Освећеног у часни престо храма.

## Демографија
Према попису из 2002. било је 7.624 становника (према попису из 1991. било је 8.103 становника).
У насељу Качарево живи 6.084 пунолетна становника, а просечна старост становништва износи 38,8 година (38,1 код мушкараца и 39,3 код жена). У насељу има 2.411 домаћинстава, а просечан број чланова по домаћинству је 3,16.
Ово насеље је углавном насељено Србима (према попису из 2002. године), а у последња три пописа, примећен је пад у броју становника.
|             | \| Демографија[6] \| Демографија[6] \| Демографија[6] \| \| Година \| Становника \| Становника \| \| -------------- \| -------------- \| -------------- \| \| 1948. \| 5.044 \| \| \| 1953. \| 5.899 \| \| \| 1961. \| 7.792 \| \| \| 1971. \| 8.088 \| \| \| 1981. \| 8.309 \| \| \| 1991. \| 8.103 \| 7.857 \| \| 2002. \| 7.624 \| 8.009 \| \| 2011. \| 7.100 \| \| |            |
| Демографија | |            |
| Година      | Становника | Становника |
| 1948.       | 5.044 |            |
| 1953.       | 5.899 |            |
| 1961.       | 7.792 |            |
| 1971.       | 8.088 |            |
| 1981.       | 8.309 |            |
| 1991.       | 8.103 | 7.857      |
| 2002.       | 7.624 | 8.009      |
| 2011.       | 7.100 |            |

| Етнички састав према попису из 2002.‍ | Етнички састав према попису из 2002.‍ | Етнички састав према попису из 2002.‍ | Етнички састав према попису из 2002.‍ | Етнички састав према попису из 2002.‍ |
| ------------------------------------ | ------------------------------------ | ------------------------------------ | ------------------------------------ | ------------------------------------ |
|                                      |                                      |                                      |                                      |                                      |
| Срби                                 | Срби                                 |                                      | 5.042                                | 66,13%                               |
| Македонци                            | Македонци                            |                                      | 1.467                                | 19,24%                               |
| Југословени                          | Југословени                          |                                      | 322                                  | 4,22%                                |
| Црногорци                            | Црногорци                            |                                      | 100                                  | 1,31%                                |
| Мађари                               | Мађари                               |                                      | 19                                   | 0,24%                                |
| Словаци                              | Словаци                              |                                      | 18                                   | 0,23%                                |
| Муслимани                            | Муслимани                            |                                      | 14                                   | 0,18%                                |
| Хрвати                               | Хрвати                               |                                      | 13                                   | 0,17%                                |
| Немци                                | Немци                                |                                      | 9                                    | 0,11%                                |
| Румуни                               | Румуни                               |                                      | 4                                    | 0,05%                                |
| Бугари                               | Бугари                               |                                      | 3                                    | 0,03%                                |
| Чеси                                 | Чеси                                 |                                      | 1                                    | 0,01%                                |
| Словенци                             | Словенци                             |                                      | 1                                    | 0,01%                                |
| Руси                                 | Руси                                 |                                      | 1                                    | 0,01%                                |
| Бошњаци                              | Бошњаци                              |                                      | 1                                    | 0,01%                                |
| непознато                            | непознато                            |                                      | 244                                  | 3,20%                                |

| Година пописа     | 1948. | 1953. | 1961. | 1971. | 1981. | 1991. | 2002. |
| ----------------- | ----- | ----- | ----- | ----- | ----- | ----- | ----- |
| Број домаћинстава | 974   | 1.185 | 1.898 | 2.072 | 2.291 | 2.350 | 2.411 |

| Број чланова      | 1   | 2   | 3   | 4   | 5   | 6   | 7  | 8 | 9 | 10 и више | Просек |
| ----------------- | --- | --- | --- | --- | --- | --- | -- | - | - | --------- | ------ |
| Број домаћинстава | 359 | 551 | 492 | 593 | 244 | 127 | 35 | 4 | 4 | 2         | 3,16   |

| Пол    | Укупно | Неожењен/Неудата | Ожењен/Удата | Удовац/Удовица | Разведен/Разведена | Непознато |
| ------ | ------ | ---------------- | ------------ | -------------- | ------------------ | --------- |
| Мушки  | 3.137  | 927              | 1.983        | 155            | 65                 | 7         |
| Женски | 3.266  | 673              | 1.985        | 492            | 103                | 13        |
| УКУПНО | 6.403  | 1.600            | 3.968        | 647            | 168                | 20        |

| Пол    | Укупно                    | Пољопривреда, лов и шумарство | Рибарство                            | Вађење руде и камена | Прерађивачка индустрија       |
| ------ | ------------------------- | ----------------------------- | ------------------------------------ | -------------------- | ----------------------------- |
| Мушки  | 1.484                     | 158                           | 0                                    | 1                    | 586                           |
| Женски | 802                       | 54                            | 0                                    | 0                    | 229                           |
| УКУПНО | 2.286                     | 212                           | 0                                    | 1                    | 815                           |
| Пол    | Производња и снабдевање   | Грађевинарство                | Трговина                             | Хотели и ресторани   | Саобраћај, складиштење и везе |
| Мушки  | 19                        | 136                           | 133                                  | 14                   | 129                           |
| Женски | 8                         | 14                            | 133                                  | 28                   | 21                            |
| УКУПНО | 27                        | 150                           | 266                                  | 42                   | 150                           |
| Пол    | Финансијско посредовање   | Некретнине                    | Државна управа и одбрана             | Образовање           | Здравствени и социјални рад   |
| Мушки  | 10                        | 54                            | 98                                   | 30                   | 22                            |
| Женски | 18                        | 25                            | 23                                   | 61                   | 158                           |
| УКУПНО | 28                        | 79                            | 121                                  | 91                   | 180                           |
| Пол    | Остале услужне активности | Приватна домаћинства          | Екстериторијалне организације и тела | Непознато            | Непознато                     |
| Мушки  | 22                        | 0                             | 0                                    | 72                   | 72                            |
| Женски | 13                        | 2                             | 0                                    | 15                   | 15                            |
| УКУПНО | 35                        | 2                             | 0                                    | 87                   | 87                            |

## Галерија
- Качарево
- Разгледница из Качарева
- Парк Качарева у центру насеља
- ОШ „Жарко Зрењанин”
- Дом културе „Братство јединство”
- Храм Светих Кирила и Методија
- Удружење бораца и пензионера
- Дом голубара
- Ловачки дом „Сиви соко”